# Egyxos
Egyxos este o serie de 26 de episoade de desene animate produse de Editura De Agostini, DeA Kids, Planeta Junior și Musicartoon. Se transmite pe Super! din 22 februarie 2015. În Statele Unite a fost difuzată pe Cartoon Network, în Canada pe YTV, în Franța, Scandavia, Belgia, Asia de Sud și Olanda pe Disney XD, în Germania pe Super RTL, în Spania pe Clan TVE, în Portugalia pe Panda Biggs, în Marea Britanie pe CBBC, iar în America Latină, Brazilia și Mexic pe Nickelodeon.

## Episoade
1. Ultimul faraon
2. Piramida întunecată
3. Judecata Labirintului
4. Calea Războinicului
5. Sigiliul lui Sekhmet
6. Raiders la Marea de nisip
7. Marele râu
8. Pierdut în timp
9. Giganții nisipurilor
10. Inima shu
11. Fântâna întunericului
12. Poarta mumiilor
13. Furtună de incendiu
14. Inamicul ascuns
15. Camera lui Ra

## Difuzare internațională
| Țară                       | canal           |
| -------------------------- | --------------- |
| Italia                     | Super!          |
| Franța                     | Disney XD       |
| Spania                     | Clan TVE        |
| Emiratele Arabe Unite      | MBC3            |
| Statele Unite ale Americii | Cartoon Network |
| Germania                   | Super RTL       |
| Țările de Jos · Belgia     | Disney XD       |
| România                    | Megamax         |
| Regatul Unit               | CBBC            |
| Polonia                    | Teletoon+       |